# Goin' to Town
Goin' to Town (Brasil: Senhora da Alta Roda ) é um filme estadunidense de 1935, do gênero comédia musical, dirigido por Alexander Hall e estrelado por Mae West e Paul Cavanagh. Produzido já com o Código Hayes em pleno vigor, o filme mostra Mae mais contida, suas escandalosas frases de conteúdo sexual substituídas por outras meramente travessas. O público reagiu bem, a película fez sucesso, e, com rendimentos que chegaram a 480 000 dólares, Mae tornou-se naquele ano a mulher mais bem paga nos Estados Unidos.
O ponto alto do filme é a interpretação de Mae para Mon Coeur S'Oeuvre a Ta Voix, da ópera Samson et Dalila, de Saint-Saëns, porém ela está mais à vontade no terreno familiar de He's a Bad, Bad Man But He's Good Enough For Me, composta por Sammy Fain e Irving Kahal.
Segundo Ken Wlaschin, Goin' to Town é um dos dez melhores trabalhos da carreira da atriz.

## Sinopse
Com a morte do noivo fazendeiro Buck Gonzales, a dançarina Cleo Borden torna-se milionária. Ela, então, parte para Buenos Aires, onde pretende participar de uma corrida equestre internacional. Lá, em busca de ascensão social, conhece e aceita casar com o falido aristocrata Fletcher Colton. Mas seu real desejo é conquistar o coração do engenheiro inglês Edward Carrington, por quem se apaixonara.

## Elenco
| Ator/Atriz       | Personagem        |
| ---------------- | ----------------- |
| Mae West         | Cleo Borden       |
| Paul Cavanagh    | Edward Carrington |
| Gilbert Emery    | Winslow           |
| Marjorie Gateson | Crane Brittony    |
| Tito Coral       | Taho              |
| Ivan Lebedeff    | Ivan Valadov      |
| Fred Kohler      | Buck Gonzales     |
| Monroe Owsley    | Fletcher Colton   |
| Grant Withers    | Stud              |